# Economia tradicional

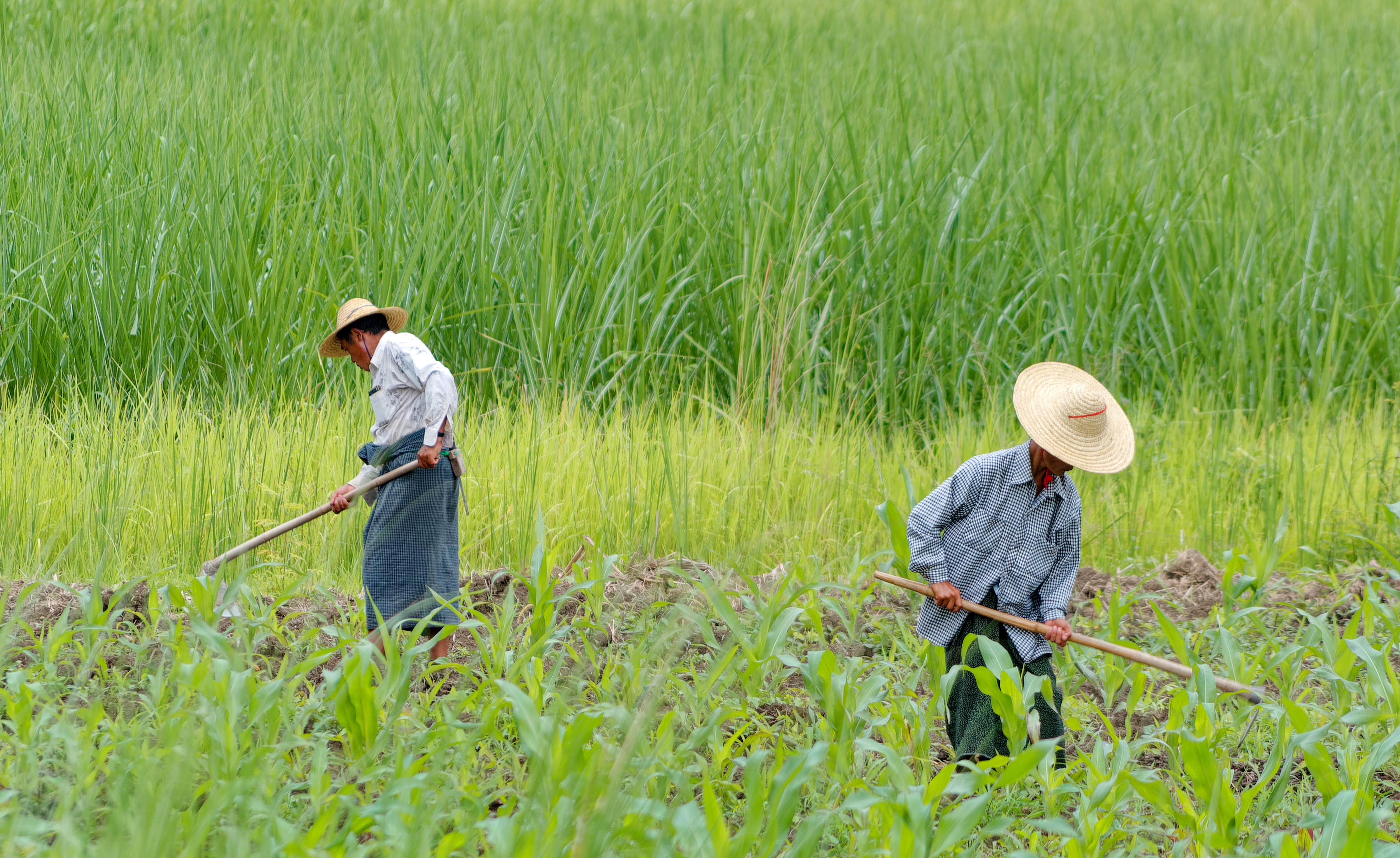
Agricultores em uma vila perto do Lago Inle, Mianmar

Economia tradicional é um sistema econômico tradicional baseado em costumes, história e crenças consagradas pelo tempo. As economias tradicionais geralmente dependem da agricultura, pesca, caça e da coleta. Sua comercialização frequentemente se dá por meio do escambo. A maioria das economias tradicionais operam nos mercados emergentes e nos países em desenvolvimento, como na África, Ásia, América Latina e Oriente Médio.
Uma economia tradicional pura não teve mudanças em seu funcionamento (há poucas hoje). Exemplos dessas economias tradicionais incluem as dos povos indígenas ou as das plantações de chá no sul da Índia. As economias tradicionais são popularmente concebidas como sistemas econômicos "primitivos" ou "subdesenvolvidos", possuindo ferramentas ou técnicas consideradas desatualizadas. Tal como acontece com a noção de primitividade contemporânea e com a própria modernidade, a visão de que as economias tradicionais são atrasadas não é compartilhada por estudiosos da economia e da antropologia.
As economias tradicionais podem ser baseadas em costumes e tradições, com decisões econômicas baseadas em costumes ou crenças da comunidade, família, clã ou tribo.